# Vergezac
Vergezac est une commune française située dans le département de la Haute-Loire en région d'Auvergne-Rhône-Alpes.

## Géographie

### Localisation
La commune de Vergezac se trouve dans le département de la Haute-Loire, en région Auvergne-Rhône-Alpes.
Elle se situe à 16 km par la route du Puy-en-Velay, préfecture du département, et à 16 km de Saint-Paulien, bureau centralisateur du canton de Saint-Paulien dont dépend la commune depuis 2015 pour les élections départementales.
Les communes les plus proches sont : 
Chaspuzac (4,2 km), Le Vernet (4,3 km), Sanssac-l'Église (4,6 km), Saint-Jean-de-Nay (4,6 km), Bains (4,6 km), Saint-Privat-d'Allier (6,1 km), Loudes (6,3 km), Saint-Bérain (7,3 km).
| Saint-Jean-de-Nay     | Chaspuzac | Sanssac-l'Église |
| Saint-Jean-de-Nay     | Vergezac  | Sanssac-l'Église |
| Saint-Privat-d'Allier | Bains     | Bains            |

### Climat
Pour des articles plus généraux, voir Climat d'Auvergne-Rhône-Alpes et Climat de la Haute-Loire.
En 2010, le climat de la commune est de type climat des marges montargnardes, selon une étude du Centre national de la recherche scientifique s'appuyant sur une série de données couvrant la période 1971-2000. En 2020, Météo-France publie une typologie des climats de la France métropolitaine dans laquelle la commune est exposée à un climat de montagne ou de marges de montagne et est dans la région climatique Sud-est du Massif central, caractérisée par une pluviométrie annuelle de 1 000 à 1 500 mm, minimale en été, maximale en automne.
Pour la période 1971-2000, la température annuelle moyenne est de 7,9 °C, avec une amplitude thermique annuelle de 16 °C. Le cumul annuel moyen de précipitations est de 792 mm, avec 9 jours de précipitations en janvier et 6,7 jours en juillet. Pour la période 1991-2020, la température moyenne annuelle observée sur la station météorologique de Météo-France la plus proche, « Le Puy-Loudes », sur la commune de Chaspuzac à 4 km à vol d'oiseau, est de 9,1 °C et le cumul annuel moyen de précipitations est de 682,4 mm,. Pour l'avenir, les paramètres climatiques de la commune estimés pour 2050 selon différents scénarios d'émission de gaz à effet de serre sont consultables sur un site dédié publié par Météo-France en novembre 2022.

## Urbanisme

### Typologie
Au 1er janvier 2024, Vergezac est catégorisée commune rurale à habitat dispersé, selon la nouvelle grille communale de densité à sept niveaux définie par l'Insee en 2022.
Elle est située hors unité urbaine. Par ailleurs la commune fait partie de l'aire d'attraction du Puy-en-Velay, dont elle est une commune de la couronne,. Cette aire, qui regroupe 59 communes, est catégorisée dans les aires de 50 000 à moins de 200 000 habitants,.

### Occupation des sols
L'occupation des sols de la commune, telle qu'elle ressort de la base de données européenne d’occupation biophysique des sols Corine Land Cover (CLC), est marquée par l'importance des territoires agricoles (80,9 % en 2018), en diminution par rapport à 1990 (82,2 %). La répartition détaillée en 2018 est la suivante : 
zones agricoles hétérogènes (35,4 %), prairies (23,1 %), terres arables (22,5 %), forêts (17,8 %), zones urbanisées (1,3 %). L'évolution de l’occupation des sols de la commune et de ses infrastructures peut être observée sur les différentes représentations cartographiques du territoire : la carte de Cassini (XVIIIe siècle), la carte d'état-major (1820-1866) et les cartes ou photos aériennes de l'IGN pour la période actuelle (1950 à aujourd'hui).

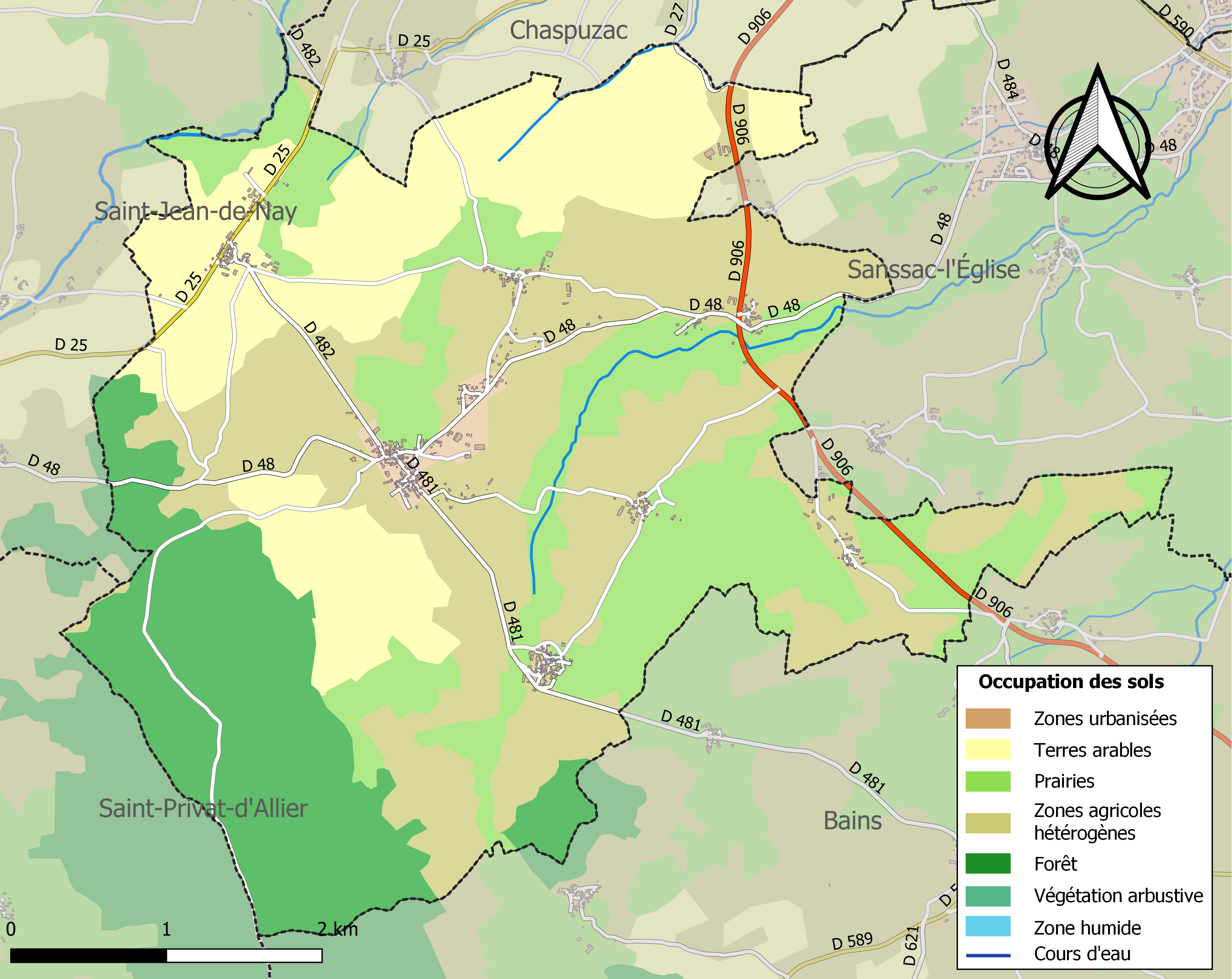
Carte des infrastructures et de l'occupation des sols de la commune en 2018 (CLC).

### Habitat et logement
En 2018, le nombre total de logements dans la commune était de 283, alors qu'il était de 247 en 2013 et de 227 en 2008.
Parmi ces logements, 71,6 % étaient des résidences principales, 12,1 % des résidences secondaires et 16,3 % des logements vacants. Ces logements étaient pour 97,2 % d'entre eux des maisons individuelles et pour 1,8 % des appartements.
Le tableau ci-dessous présente la typologie des logements à Vergezac en 2018 en comparaison avec celle de la Haute-Loire et de la France entière. Une caractéristique marquante du parc de logements est ainsi une proportion de résidences secondaires et logements occasionnels (12,1 %) inférieure à celle du département (16,1 %) mais supérieure à celle de la France entière (9,7 %). Concernant le statut d'occupation de ces logements, 78,2 % des habitants de la commune sont propriétaires de leur logement (78,5 % en 2013), contre 70 % pour la Haute-Loire et 57,5 pour la France entière.
| Typologie                                               | Vergezac | Haute-Loire | France entière |
| ------------------------------------------------------- | -------- | ----------- | -------------- |
| Résidences principales (en %)                           | 71,6     | 71,5        | 82,1           |
| Résidences secondaires et logements occasionnels (en %) | 12,1     | 16,1        | 9,7            |
| Logements vacants (en %)                                | 16,3     | 12,4        | 8,2            |

## Toponymie
Anciennes mentions : Vergedac (vers 1161), Verjazac (1210), Verjezac (1213), Veriazac (1222), Vergezac (1326), Veriesacum (1370), Vergezat (1401), Vergasac (1408), Vergesacum (1466), Verghasac (1506).
Selon le linguiste et toponymiste Ernest Nègre, le toponyme Vergezac pourrait provenir du nom propre germanique Wargisus, auquel s'ajouterait le suffixe -iacum.

## Histoire
La voie Bolène (Voie des Bornes) traverse le territoire communal à l'est. C'est ainsi qu'on nomme en territoire Vellave le tronçon de la grande Voie Romaine qui permet de joindre Lyon à Bordeaux et à l'Aquitania, par Usson-en-Forez et Saint-Paulien.
Une borne milliaire est visible dans le parc du château du Thiolent, à proximité de cette voie. Elle est datée de 236_237 après J-C et est dédiée à l'empreure romain Maximin et à son fils Maximus.
Selon les recherches de Jean-René Mestre, une autre voie semble passer au niveau du hameau du Thiolent.
La commune, alors nommée Saint-Rémy, a porté, au cours de la période révolutionnaire de la Convention nationale (1792-1795), le nom de Montpignon.
Son nom actuel de Vergezac a été adopté en 1818.

## Politique et administration

### Découpage territorial
La commune de Vergezac est membre de la communauté d'agglomération du Puy-en-Velay, un établissement public de coopération intercommunale (EPCI) à fiscalité propre créé le 26 décembre 2016 dont le siège est à Le Puy-en-Velay. Ce dernier est par ailleurs membre d'autres groupements intercommunaux.
Sur le plan administratif, elle est rattachée à l'arrondissement du Puy-en-Velay, au département de la Haute-Loire, en tant que circonscription administrative de l'État, et à la région Auvergne-Rhône-Alpes.
Sur le plan électoral, elle dépend du canton de Saint-Paulien pour l'élection des conseillers départementaux, depuis le redécoupage cantonal de 2014 entré en vigueur en 2015, et de la deuxième circonscription de la Haute-Loire   pour les élections législatives, depuis le redécoupage électoral de 1986.

### Liste des maires
| Période                                  | Période   | Identité             | Étiquette | Qualité |
| ---------------------------------------- | --------- | -------------------- | --------- | ------- |
| Les données manquantes sont à compléter. |           |                      |           |         |
|                                          | mars 2008 | Georges Coniasse     |           |         |
| mars 2008                                | 2020      | Jean-Pierre Tourette |           |         |
| 2020                                     | En cours  | Jocelyne Faisandier  |           |         |

## Population et société

### Démographie

#### Évolution démographique
L'évolution du nombre d'habitants est connue à travers les recensements de la population effectués dans la commune depuis 1793. Pour les communes de moins de 10 000 habitants, une enquête de recensement portant sur toute la population est réalisée tous les cinq ans, les populations de référence des années intermédiaires étant quant à elles estimées par interpolation ou extrapolation. Pour la commune, le premier recensement exhaustif entrant dans le cadre du nouveau dispositif a été réalisé en 2006.

En 2022, la commune comptait 470 habitants, en évolution de −5,43 % par rapport à 2016 (Haute-Loire : +0,36 %, France hors Mayotte : +2,11 %).
| 1793 | 1800 | 1806 | 1821 | 1831 | 1836 | 1841 | 1846 | 1851 |
| ---- | ---- | ---- | ---- | ---- | ---- | ---- | ---- | ---- |
| 751  | 507  | 825  | 882  | 736  | 805  | 816  | 802  | 798  |

| 1856 | 1861 | 1866 | 1872 | 1876 | 1881 | 1886 | 1891 | 1896 |
| ---- | ---- | ---- | ---- | ---- | ---- | ---- | ---- | ---- |
| 834  | 823  | 817  | 826  | 844  | 836  | 900  | 789  | 821  |

| 1901 | 1906 | 1911 | 1921 | 1926 | 1931 | 1936 | 1946 | 1954 |
| ---- | ---- | ---- | ---- | ---- | ---- | ---- | ---- | ---- |
| 844  | 795  | 790  | 772  | 714  | 683  | 662  | 576  | 555  |

| 1962 | 1968 | 1975 | 1982 | 1990 | 1999 | 2006 | 2011 | 2016 |
| ---- | ---- | ---- | ---- | ---- | ---- | ---- | ---- | ---- |
| 503  | 461  | 415  | 389  | 391  | 405  | 429  | 425  | 497  |

| 2021 | 2022 | - | - | - | - | - | - | - |
| ---- | ---- | - | - | - | - | - | - | - |
| 486  | 470  | - | - | - | - | - | - | - |

#### Pyramide des âges
La population de la commune est relativement jeune.
En 2018, le taux de personnes d'un âge inférieur à 30 ans s'élève à 35,8 %, soit au-dessus de la moyenne départementale (31 %). À l'inverse, le taux de personnes d'âge supérieur à 60 ans est de 21,7 % la même année, alors qu'il est de 31,1 % au niveau départemental.
En 2018, la commune comptait 261 hommes pour 246 femmes, soit un taux de 51,48 % d'hommes, largement supérieur au taux départemental (49,13 %).
Les pyramides des âges de la commune et du département s'établissent comme suit.
| Hommes | Classe d’âge | Femmes |
| ------ | ------------ | ------ |
| 0,4    | 90 ou +      | 0,4    |
| 5,0    | 75-89 ans    | 8,9    |
| 15,7   | 60-74 ans    | 13,0   |
| 20,2   | 45-59 ans    | 23,5   |
| 19,6   | 30-44 ans    | 21,8   |
| 18,5   | 15-29 ans    | 14,6   |
| 20,5   | 0-14 ans     | 17,8   |

| Hommes | Classe d’âge | Femmes |
| ------ | ------------ | ------ |
| 0,9    | 90 ou +      | 2,5    |
| 8,4    | 75-89 ans    | 11,7   |
| 20,4   | 60-74 ans    | 20,5   |
| 21,3   | 45-59 ans    | 20,3   |
| 16,8   | 30-44 ans    | 16,3   |
| 15,2   | 15-29 ans    | 13,2   |
| 17     | 0-14 ans     | 15,6   |

### Événements
Fête votive le 15 août (diverses animations, vide-grenier, repas à la salle polyvalente, manèges pour enfants, feux d'artifice...).

## Économie

### Revenus
En 2018, la commune compte 199 ménages fiscaux, regroupant 478 personnes. La médiane du revenu disponible par unité de consommation est de 19 410 € (20 800 € dans le département).

### Emploi
| Division       | 2008  | 2013  | 2018  |
| -------------- | ----- | ----- | ----- |
| Commune        | 4,5 % | 1,4 % | 9,5 % |
| Département    | 6,3 % | 7,7 % | 7,7 % |
| France entière | 8,3 % | 10 %  | 10 %  |

En 2018, la population âgée de 15 à 64 ans s'élève à 344 personnes, parmi lesquelles on compte 75,1 % d'actifs (65,5 % ayant un emploi et 9,5 % de chômeurs) et 24,9 % d'inactifs,. En  2018, le taux de chômage communal (au sens du recensement) des 15-64 ans est supérieur à celui du département, mais inférieur à celui de la France, alors qu'il était inférieur à celui du département et de la France en 2008.
La commune fait partie de la couronne de l'aire d'attraction du Puy-en-Velay, du fait qu'au moins 15 % des actifs travaillent dans le pôle,. Elle compte 94 emplois en 2018, contre 86 en 2013 et 93 en 2008. Le nombre d'actifs ayant un emploi résidant dans la commune est de 229, soit un indicateur de concentration d'emploi de 40,9 % et un taux d'activité parmi les 15 ans ou plus de 64 %.
Sur ces 229 actifs de 15 ans ou plus ayant un emploi, 63 travaillent dans la commune, soit 28 % des habitants. Pour se rendre au travail, 83,5 % des habitants utilisent un véhicule personnel ou de fonction à quatre roues, 8,6 % s'y rendent en deux-roues, à vélo ou à pied et 8 % n'ont pas besoin de transport (travail au domicile).

## Culture locale et patrimoine

### Lieux et monuments
- Château du Thiollent, inscrit au titre des monuments historiques par arrêté du 4 mars 1991[25].
- Château de Vergezac, fortifié avant 1446 par Pierre de Queyrieres dit de Vergezac, selon la lettre de rémission[26] accordée audit Pierre en août 1446 par le roi Charles VII[27].
- Église romane Saint-Rémy : une des belles petites églises romanes vélaves. Architecture très originale. Clocher à peigne. Nef centrale à trois travées. Quatre chapelles collatérales et une chapelle faisant office d'absidiole au sud-est. Chapiteaux décorés. Peintures murales. Tombeaux des membres de la famille de Vergezac jusqu'au XVIIe siècle.

### Personnalités liées à la commune
- Louis-Henri de Rochefort d'Ally
- Septembre 2006, à l'occasion de la finale du championnat de Labour, Nicolas Sarkozy, ministre de l'Intérieur et de l'Aménagement du territoire, était présent avec d'autres personnalités dont Brice Hortefeux, ministre délégué aux Collectivités territoriales.

### Héraldique
| Blason de Vergezac | Blason  | D'or à trois annelets d'azur.                                                     |
| Blason de Vergezac | Détails | Armes de la famille de Vergezac. Le statut officiel du blason reste à déterminer. |